# Andrew Chaikin
Andrew Chaikin (nascido em 24 de junho de 1956) é um autor, palestrante e jornalista especializado em exploração espacial. Atualmente vive em Vermont.
É autor de A Man on the Moon ("Um Homem na Lua"), uma descrição detalhada das missões Apollo à Lua. Este livro forma a base da minissérie de TV de 12 capítulos From the Earth to the Moon.
De 1999 a 2001, Chaikin serviu como editor executivo para Espaço e Ciência em Space.com. De 2008 a 2011, ele era membro da Universidade do Estado de Montana em Bozeman, Montana. Em 2013, ele escreveu e apresentou a narração em um vídeo da NASA recriando a famosa fotografia Nascer da Terra durante a missão Apollo 8.
Seu livro “A Man on the Moon: One Giant Leap“  diz que ele cresceu em Great Neck, Nova York, e, enquanto estudava geologia na Brown University, trabalhou no Jet Propulsion Laboratory da NASA\Caltech durante o programa Viking.

## Cameo appearance
Na minisserie da HBO From the Earth to the Moon, Chaikin fez uma breve aparição na gravação de um pseudo-documentário no primeiro episódio como apresentador de Meet the Press.
- Este artigo foi inicialmente traduzido, total ou parcialmente, do artigo da Wikipédia em inglês cujo título é «Andrew Chaikin».